# 諸神的狂亂
《諸神的狂亂》（日语：神々の乱心）是日本推理小說，著名作家松本清張的未完遺作。於1990年3月至1992年5月間在《周刊文春》上連載，1997年出版。
小說故事背景設定於昭和8年（1933年），為二戰前夕、日本在中國扶持滿州國政權之時。

## 登場人物
- 吉屋謙介：埼玉縣特高警察
- 萩園泰之
- 萩園彰子
- 伏小路為良
- 北村幸子
- 北村久亮：北村幸子的父親
- 北村友一：北村幸子的弟弟
- 大島常一：埼玉縣特高警察課長，吉屋謙介的上司
- 足利千代子
- 秋元伍一

## 創作
1988年，松本清張決心寫一本以新興宗教及宮廷為主題的小說，他為此讀遍了大量的書籍，包括編輯團隊專門為他蒐集的三、四箱資料。1990年3月29日，《諸神的狂亂》開始在《周刊文春》連載。但在1992年4月，松本清張在小說完成九成之際時卻不幸病逝，小說因此在5月21日結束連載，成為一部未完之作。1997年1月，由文藝春秋出版社出版。